# Susanne Beyer (Journalistin)
Susanne Beyer (* 20. Juni 1969 in Balige, Indonesien) ist eine deutsche Journalistin und Autorin.

## Leben
Beyer verbrachte ihre Schulzeit in Wuppertal und Bielefeld. Danach studierte sie Germanistik und Geschichte an der Otto-Friedrich-Universität Bamberg sowie der Universität Wien. Nach dem Diplom besuchte sie die Deutsche Journalistenschule in München. Anschließend arbeitete sie beim Bayerischen Rundfunk und als freie Autorin für das Süddeutsche Zeitung Magazin.
Im Oktober 1996 wurde sie beim Nachrichtenmagazin Der Spiegel Redakteurin des Kulturressorts, dessen stellvertretende Leiterin sie im Januar 2014 wurde. Von Februar 2015 bis Dezember 2018 war sie stellvertretende Chefredakteurin. Seit Januar 2019 ist Susanne Beyer als Autorin und Reporterin des Hauptstadtbüros tätig.
Beyer gehört zu den Unterstützern der Charta der Digitalen Grundrechte der Europäischen Union, die Ende November 2016 veröffentlicht wurde.

## Schriften (Auswahl)
- mit Adolf Bräutigam: Neuhaus am Rennweg damals und heute (= Die Damals-Reihe). Europäische Bibliothek, Zaltbommel 2000, ISBN 90-288-6622-1.
- Palucca. Die Biografie. AvivA, Berlin 2009; 2., überarb. Auflage 2009, ISBN 978-3-932338-35-9.
- mit Martin Doerry (Hrsg.): Das Spiegel-Haus in der Hafencity Hamburg. DVA, München; Spiegel-Buchverlag, Hamburg 2011, ISBN 978-3-421-03861-6.
- mit Martin Doerry (Hrsg.): „Mich hat Auschwitz nie verlassen“. Überlebende des Konzentrationslagers berichten (= Anne-Frank-Shoah-Bibliothek. [o. Nr.]). DVA, München 2015, ISBN 978-3-421-04714-4, urn:nbn:de:101:1-2015092013502.
- Die Glücklichen. Warum Frauen die Mitte des Lebens so großartig finden. Blessing, München 2021, ISBN 978-3-89667-680-1.
- Kornblumenblau. Der geheimnisvolle Tod meines Großvaters 1945 und die Frage, was er mit den Nazis zu tun hatte. Eine Spurensuche, DVA, München 2025, ISBN 978-3-421-07042-5.